# Sinagoga Nahmánides
La sinagoga Nahmánides (en hebreo: בית כנסת הרמב"ן‎; translit. sinagoga Rambán) es la segunda sinagoga más antigua de la ciudad vieja de Jerusalén, y de Jerusalén en general. Es famosa por haber sido fundada por el rabino y filósofo sefardí Nahmánides (Rambán) en 1267, poco después de su desentierro del Reino de Aragón, para servir a la comunidad judía autóctona de la época.
Hoy en día son dos las sinagogas en Jerusalén que reciben el nombre de Sinagoga Rambán, la antigua sinagoga sin embargo es la única cuyo nombre se suele traducir a Nahmánides. La otra sinagoga, construida poco después de la fundación del Estado de Israel y renovada en 2005 se encuentra al sur de la ciudad.

## Edificio
Los cimentos del edificio están formados por varias bóvedas descansando sobre capiteles al estilo románico y bizantino. Este estilo arquitectónico, junto a la ausencia de elementos góticos e islámicos, sugiere que la construcción del edificio original es anterior al período de las cruzadas. La sinagoga está erigida a unos tres metros bajo el nivel de calle, para dar cumplimiento a las restricciones musulmanas de la época que establecían que los templos de los Dhimmi no debían tener una altura superior a la de las mezquitas.